# 無名戦士の記念碑 (ソフィア)
無名戦士の記念碑（むめいせんしのきねんひ、ブルガリア語: Паметник на Незнайния воин, Pametnik na Neznayniya voin、英：The Monument to the Unknown Soldier）は、ブルガリアの首都ソフィアの中心部にあるモニュメントである。2 Paris Streetの聖ソフィア聖堂（6世紀）のちょうど隣にあり、母国を守る戦争で戦死した数十万人のブルガリア兵士を追悼している。ブルガリアの大統領と外国の元首が参加する式典がここでよく行われている。
モニュメントは、建築家のニコラ・ニコロフにデザインされ、第一次ブルガリア帝国の建国1300周年である1981年9月22日に公開された。
無名戦士の記念碑は、永遠の炎、露土戦争で最も重要な2つの戦い（スタラ・ザゴラの戦いとシプカ峠の戦い）の戦場であるスタラ・ザゴラとシプカ峠の芝、有名な彫刻家Andrey Nikolovによるブルガリアの国の象徴たるライオンの彫像、国民的な小説家イヴァン・ヴァゾフによるスタンザの石碑（1885年の詩The New Graveyard Above Slivnitsaの一節）が特徴である。
碑文は、以下の通り。
| 「 | БЪЛГАРИЙО, ЗА ТЕБЕ ТЕ УМРЯХА, ЕДНА БЕ ТИ ДОСТОЙНА ЗАРАД ТЯХ И ТЕ ЗА ТЕБ ДОСТОЙНИ, МАЙКО, БЯХА! | 」 |

| 「 | O BULGARIA, FOR YOU THEY DIED, ONLY ONE WERE YOU WORTHY OF THEM AND THEY OF YOU WORTHY, O MOTHER, WERE! | 」 |

第一次世界大戦の終戦後、とあるブルガリア人グループがモニュメント建設を提案したが、強い反対が巻き起こった。一部のブルガリアの知識人が、無名戦士の記念碑は、その戦士の名前が忘却されてしまったことを示唆するために、受け入れられないと主張した。曰く「この戦いとブルガリアの自由のためのあらゆる戦いに命を捧げたたった一人の戦士を忘れるべきではない！」と。

モニュメントはデザインされたが、上述の主張により展示されなかった。ライオン自体も、座っているがゆえに長い間虐待と見なされていた。この姿勢が、国民の考えとして、降伏の比喩のように見なされていた。